# کلیسای سنت مارتین، بیبراخ

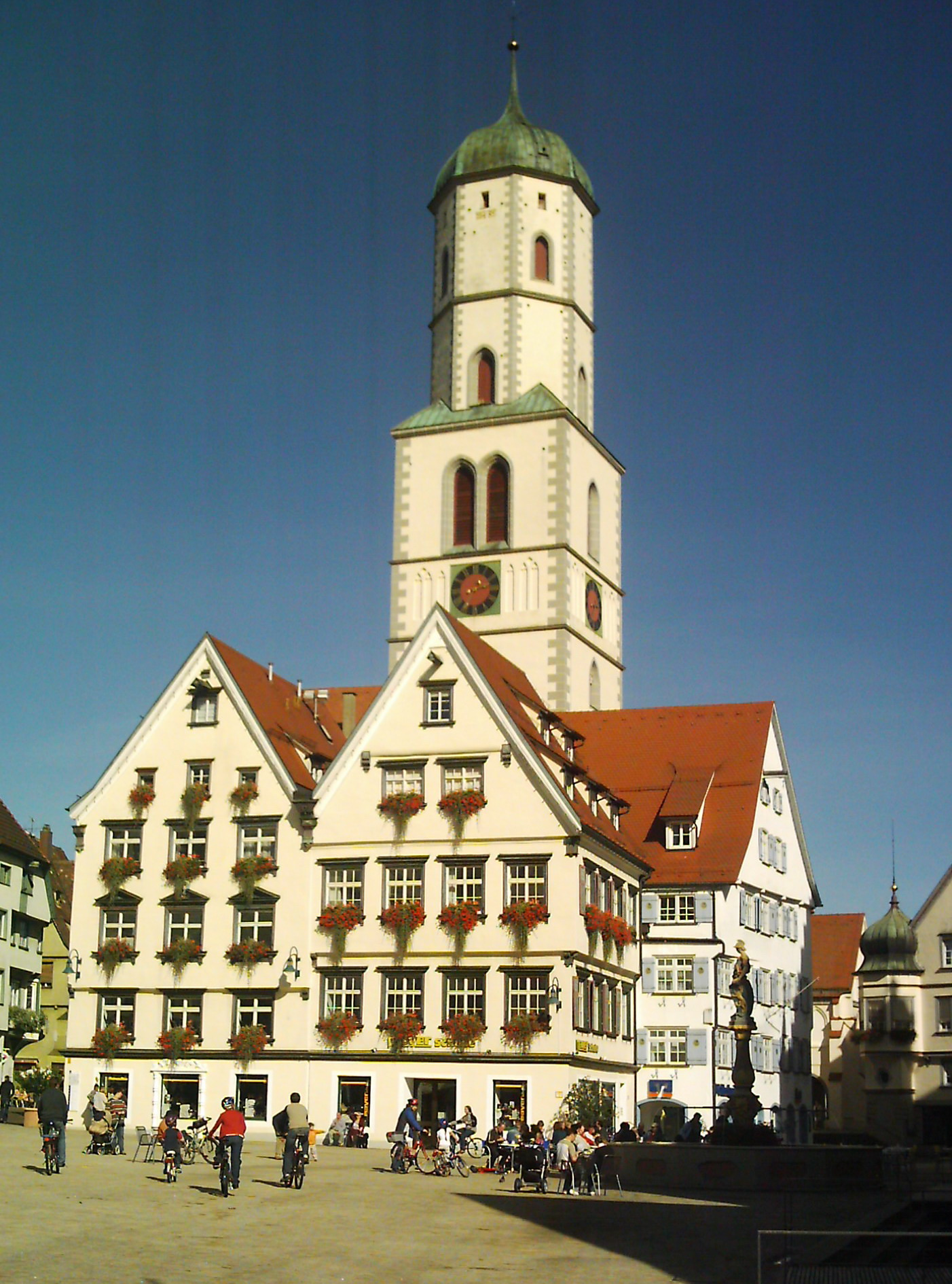
کلیسای سنت مارتین

تصویر برداری از یک نمایش کلی از کلیسای

کلیسای سنت مارتین، بیبراخ (انگلیسی: St. Martin's Church, Biberach) در بیبراخ آن در ریس در ایالت بادن-وورتمبرگ قرار دارد. این کلیسا در سالهای ۱۳۳۷–۱۳۶۶ ساخته شده‌است و در سال ۱۵۴۸ کارل پنجم دستور به بازسازی این کلیسا داد.

## نگارخانه

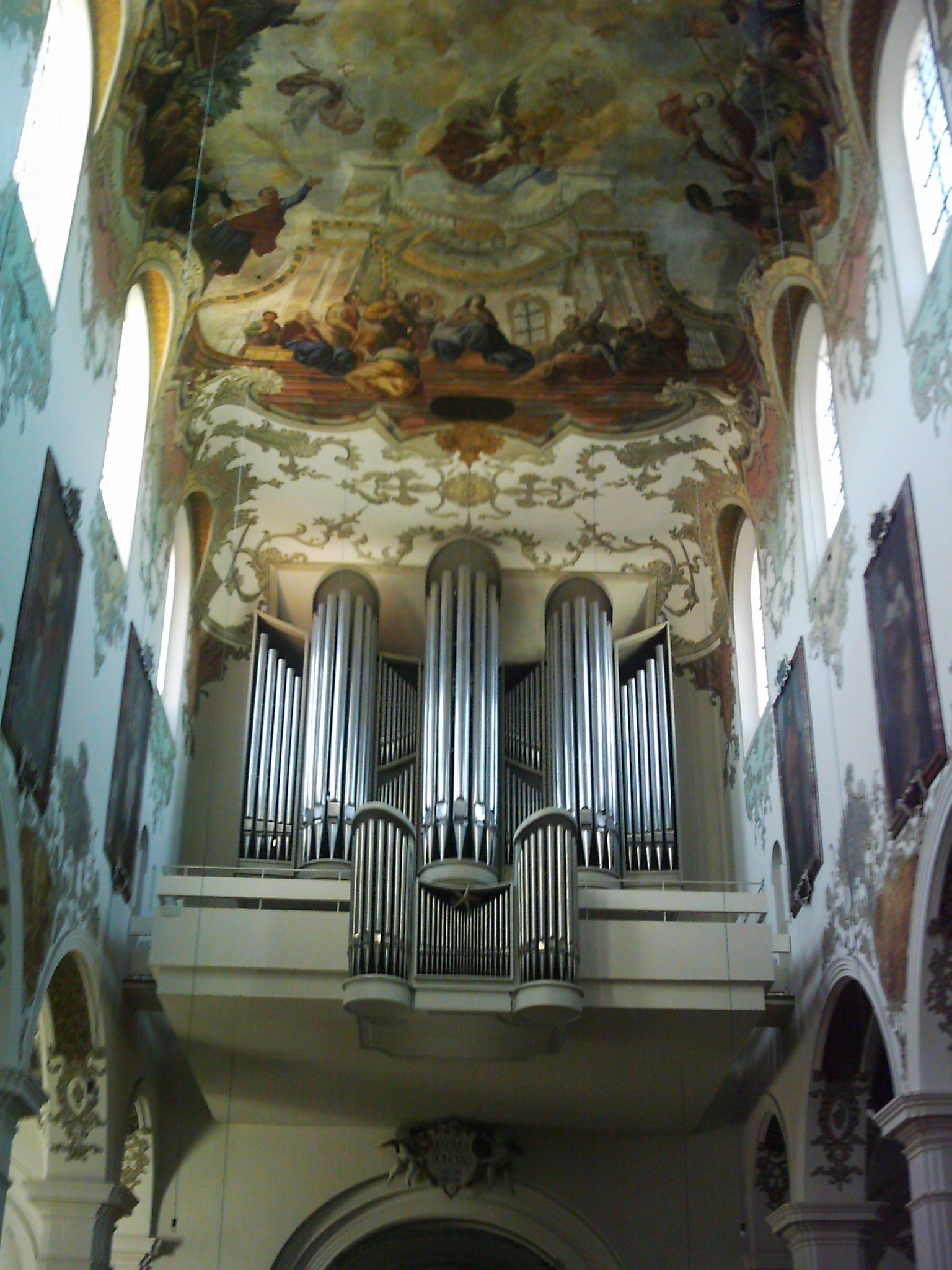
نقاشی‌های سقفی
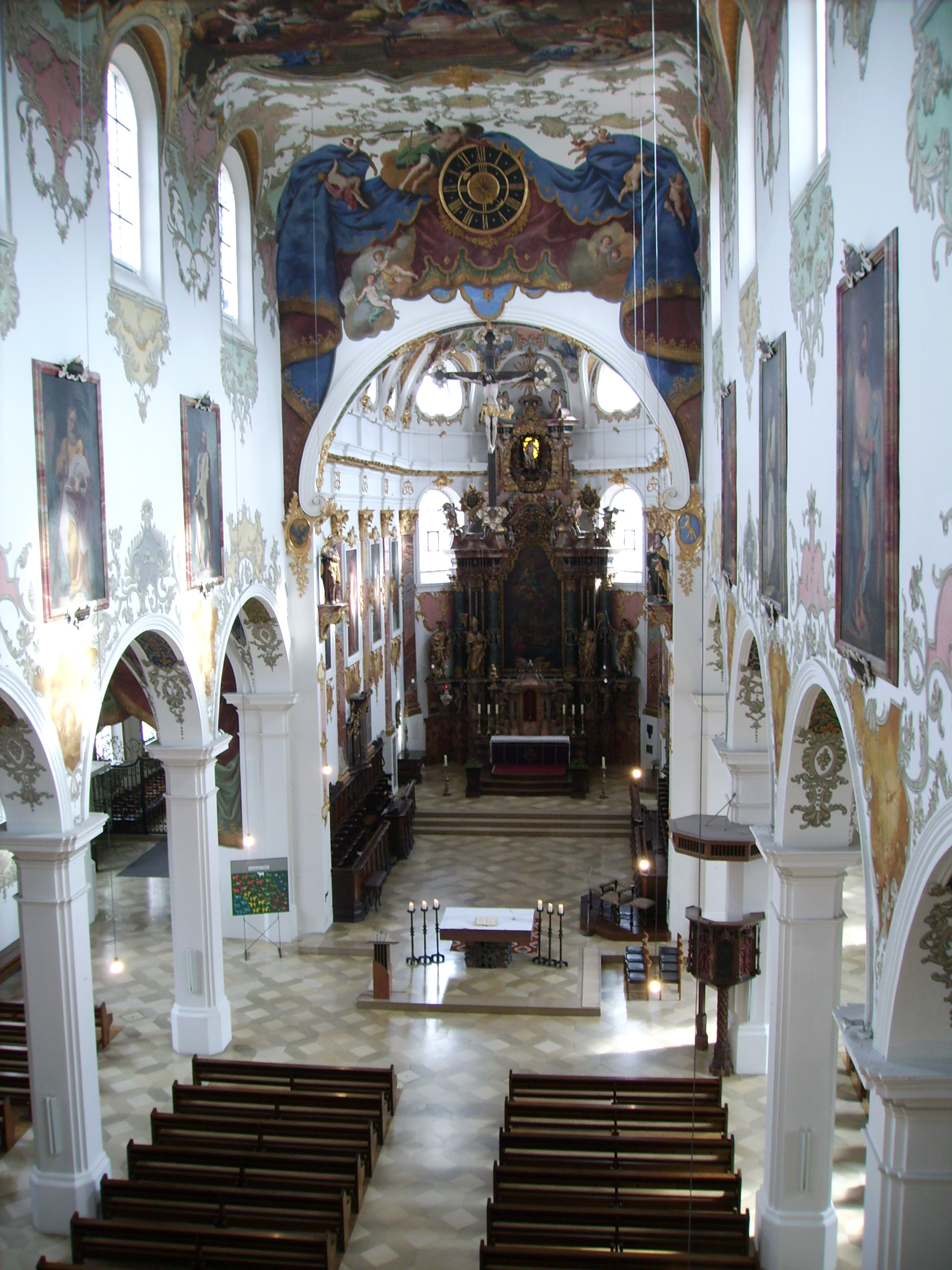